# Zettelwirtschaft
Als Zettelwirtschaft bezeichnet man die Unordnung beziehungsweise ein chaotisches Durcheinander an Notizen oder Aufzeichnungen auf vielen, unsystematisch angeordneten Zetteln, losen und/oder durcheinandergeworfenen Papieren (fliegenden Blättern, Loseblattsammlungen), Karteikarten oder Ähnlichem. Sie entsteht durch das unstrukturierte Aufschreiben und ineffiziente Lagern von Notizen beispielsweise auf Schreibtischen, in Zettelkästen, Schubfächern oder an anderen Orten. Manche Leute fühlen sich in einem solchen kreativen Chaos wohl.
Um Zettelwirtschaft zu vermeiden, werden Sichtbücher, Pultordner, Zettel- und Karteikästen zum effizienten Lagern von Notizen verwendet. Zum Vermeiden von Unordnung werden außerdem herkömmliche Notizbücher oder mittlerweile auch digitale Notizbücher statt Zetteln genutzt.